# Bonnie Hellman

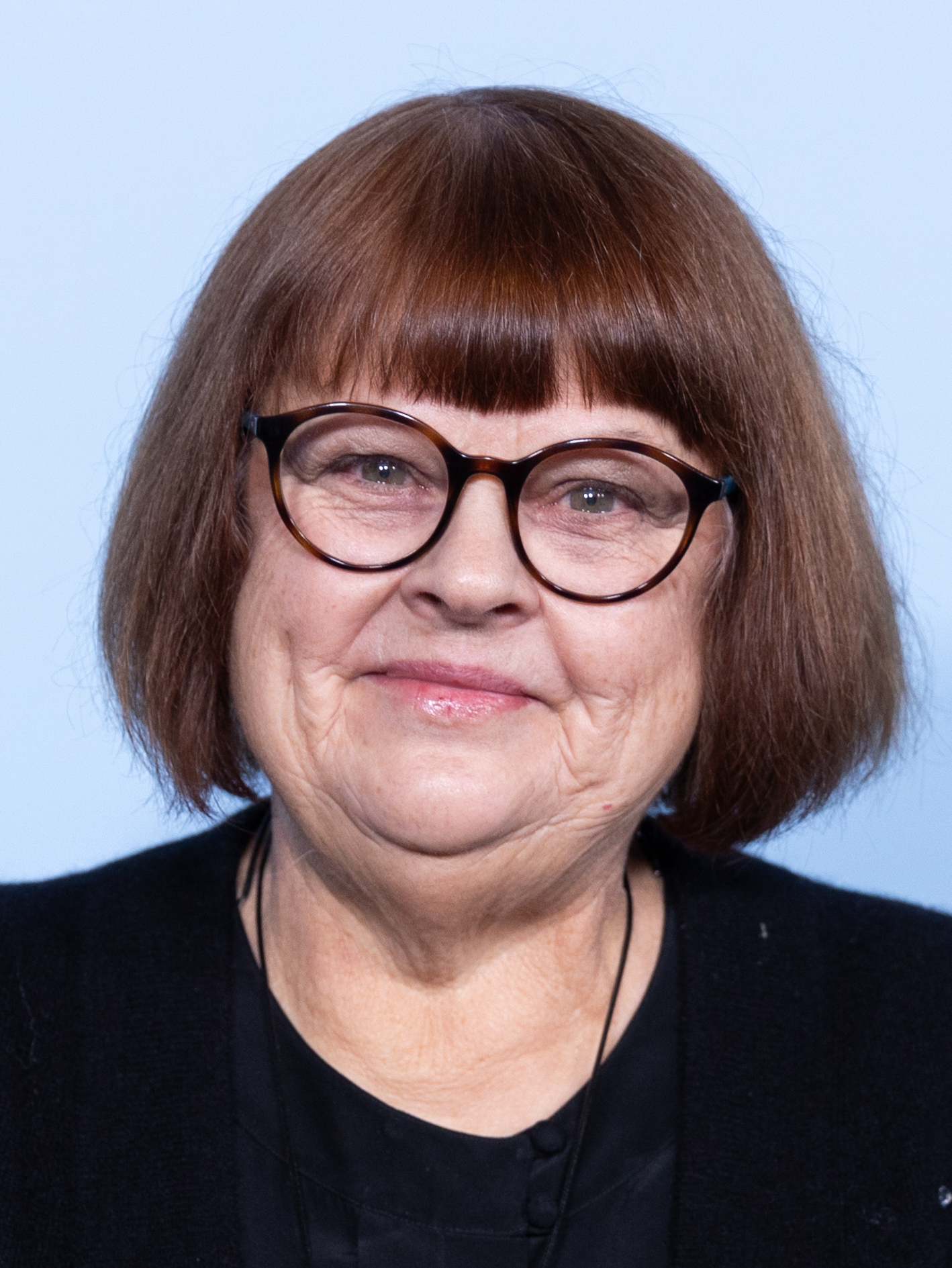
Bonnie Hellman Brown (2025)

Bonnie Hellman, född 10 januari 1950 i San Francisco, är en amerikansk TV- och filmskådespelare. Hon har medverkat i serier som Nurse, Sunset Beach och Desperate Housewives och i filmer som Fredagen den 13:e del 4 (1984) och Get Smart (2008).